# جامعة أرمينيا الحكومية للهندسة

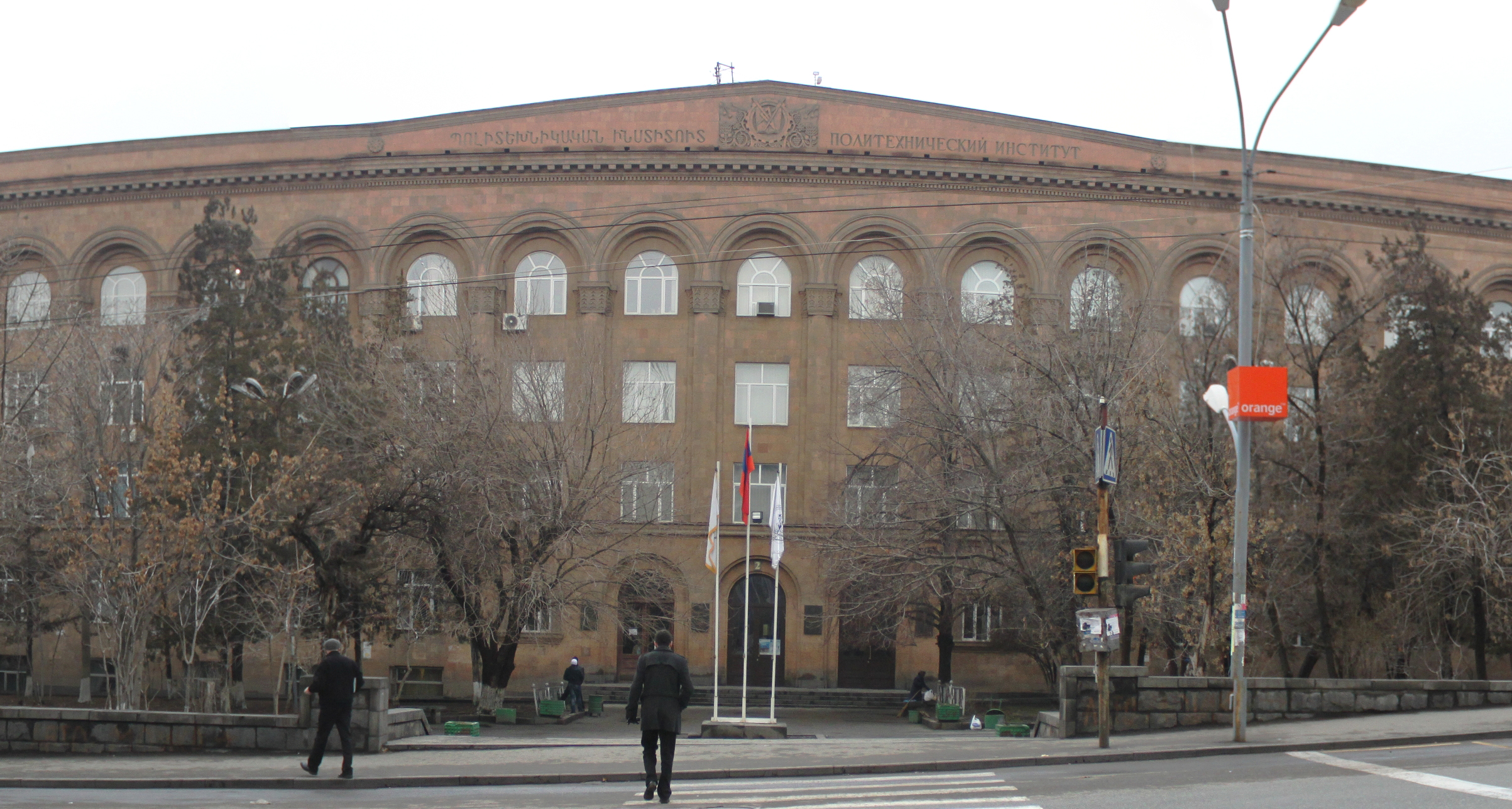
صورة لحرم الجامعة

جامعة أرمينيا الحكومية للهندسه هي جامعة تقنية تقع في يريفان، أرمينيا. تأسست في عام 1933 تحت اسم كلية يريفان للتقنيات، وتُعد اليوم واحدة من أبرز المؤسسات التعليمية في البلاد التي تقدم برامج علمية وأبحاث متقدمة في مختلف مجالات العلوم والتقنيات والهندسة.
تسعى الجامعة إلى تقديم برامج أكاديمية متميزة في مجال الهندسة والتكنولوجيا، حيث تُسهم في تطوير التعليم والبحث العلمي في البلاد. يتراوح عدد الطلاب في الجامعة حاليًا بين 10,000 طالب، كما تضم الجامعة حوالي 1,000 عضو من أعضاء هيئة التدريس والباحثين.

### الكليات
تتضمن جامعة أرمينيا الحكومية للهندسة العديد من الكليات المتخصصة التي تشمل مجالات متنوعة في الهندسة والتقنيات:
1. التقنيات الكيميائية وهندسة البيئة
2. هندسة الكهرباء
3. تصميم الآلات
4. هندسة الكمبيوتر وتصميم الشبكات
5. هندسة الطاقة
6. هندسة الراديو وأنظمة الاتصالات
7. أنظمة الكمبيوتر وهندسة المعلوماتية
8. هندسة الميكانيك والآليات
9. الرياضيات
10. هندسة التعدين وتقنيات المعادن
11. نظام المواصلات
12. علوم اجتماعية ولغات
13. قسم الطلاب الأجانب
14. دورات المراسلة

### الأنشطة البحثية
تساهم الجامعة بشكل كبير في تطوير مجالات العلوم والتكنولوجيا، خاصة في المجالات الهندسية المختلفة، من خلال برامج بحثية متطورة تهدف إلى تحقيق تقدم في الابتكار والاختراعات التكنولوجية.